# Acacia pinifolia
Acacia pinifolia é uma espécie de leguminosa do gênero Acacia, pertencente à família Fabaceae.